# Список ігор серії Mystery Case Files
Нижче наведено список ігор серії Mystery Case Files — ігор у жанрі. пошуку прихованих предметів, яку розробляє українська компанія «GrandMA Studios» і видає американська компанія «Big Fish Games». Станом на листопад 2024 в цій серії було випущено 27 ігор. Сюжети ігор розгортаються навколо детектива із детективного агентства «MCF», якого відправляють розслідувати найзаплутаніші та найнебезпечніші справи. Крім того, в 2025 році запущено спін-оф серію ігор «Fragments of Truth», яка відбувається в тому ж ігровому всесвіті.

## Список ігор
| №  | Назва                     | Дата публікації   | Розробник           | Сюжет |
| -- | ------------------------- | ----------------- | ------------------- | --- |
| 1  | Huntsville                | 14 листопада 2005 | Big Fish Games      | Мер Хантсвіля, занепокоєний ростом злочинності в своєму колись спокійному містечку, запрошує детектива із детективного агентства «MCF» зайнятись розслідуванням злочинів, які почали відбуватися в Хантсвілі все частіше і з якими не може впоратись місцева поліція. Розкриваючи злочини один за одним, детектив з'ясовує що впіймані ним злочинці пов'язані зі злочинною організацією «S.T.A.I.N.». Детектив поступово підбирається до верхівки цієї організації, і в кінці заарештовує її боса — літню жінку на ім'я Гертруда Гудлітл. |
| 2  | Prime Suspects            | квітень 2006      | Big Fish Games      | З галереї в Кепітол-Сіті викрали Алмаз Хоупа — найбільший у світі діамант, який належить британській королівській родині. Слідство проведене ФБР виявило двадцять осіб, які теоретично могли бути причетними до злочину. Майстер-Детектив повинен з'ясувати де кожен з них був на момент крадіжки, а після цього ретельніше перевірити тих з них, у кого немає алібі, щоб знайти спочатку самого злочинця, а потім і вкрадений ним алмаз. |
| 3  | Ravenhearst               | 15 грудня 2006    | Big Fish Games      | Королева Англії запрошує Майстер-Детектива до Блекпула в Англії щоб розібратися що насправді відбулося в маєтку, про який ходять чутки і легенди, але ніхто не може сказати точно що там сталось. Вона передає детективу щоденник жінки на ім'я Емма Рейвенхарст, яка жила в цьому маєтку багато років тому, але в щоденнику цілою залишилася лише одна сторінка. Детектив обшукує маєток, і одна за одною знаходить всі інші сторінки щоденника та відновлює картину подій. Молода жінка на ім'я Емма Рейвенхарст влітку 1894 року переїжджає з Айови до Блекпулу, де наймається працювати шкільною вчителькою. Вона зустрічає молодого чоловіка на ім'я Чарльз Далімар і між ними починається роман. Через деякий час він пропонує Еммі одружитися, але вона відмовляє йому. Невдовзі вона отримує звістку із Айови, що її батько дуже хворий, і вона збирається повернутись до Америки, однак, прямо перед від'їздом сама починає тяжко хворіти. Вона поселяється в маєтку, нещодавно побудованому Чарльзом, і він наймає для неї доглядальницю на ім'я Роуз Сомерсет. Емма разом із Роуз починають помічати дивну поведінку Чарльза, а в кінці взагалі, з'ясовують що Чарльз спеціально труїв Емму щоб не дати їй поїхати. |
| 4  | Madame Fate               | 7 листопада 2007  | Big Fish Games      | Ворожка, яку називають «Мадам Фейт», і яка організовує власний фестиваль, побачила в скляній кулі що сьогодні опівночі на неї чекає смерть. Вона підозрює, що хтось із працівників чи артистів її фестивалю збирається її вбити. Мадам Фейт звертається по допомогу до Майстер-Детектива, і просить його перевірити це. Детектив збирає докази, які після цього приносить мадам Фейт, і вона дивиться в своїй скляній кулі де кожен з її підлеглих буде сьогодні опівночі. В кінці гри вона бачить, що небезпека загрожує не їй, а самому Майстер-Детективу — привид Чарльза Далімара із маєтку Рейвенхарст загрожує детективу. Майстер-Детектив вирішує повернутись до цього маєтку, і цього разу до кінця з'ясувати що там відбулося. |
| 5  | Return to Ravenhearst     | 26 листопада 2008 | Big Fish Games      | Майстер-Детектив повертається до маєтку Рейвенхарст, і там одразу натикається на привид Емми Рейвенхарст. Вона дякує детективу за звільнення її душі, але повідомляє, що в маєтку є інші душі, які потребують його допомоги. Детектив знаходить таємний прохід до підземного міста, де, як з'ясувалось, Чарльз Далімар силою тримав Роуз Сомерсет і її двох маленьких дочок: Ґвендалін та Шарлотту. Хоч пройшло дуже багато часу, Чарльз Далімар виявився досі живим. Він живився душевною енергією Роуз і її дочок, завдяки чому і продовжував своє життя. Детектив вимкнув пристрій, за допомогою якого Далімар живився їхньою енергією, і життя Чарльза Далімара скінчилося, а його маєток був знищений пожежею. |
| 6  | Dire Grove                | 25 листопада 2009 | Big Fish Games      | Повертаючись автомобілем із Блекпулу до штаб-квартири детективного агентства, Майстер-Детектив через сильний снігопад змушений звернути до поселення Дайр-Гроув у Північному Йоркширі, яке є популярним через те, що поруч із ним знаходиться одна із найстаріших кельтських археологічних пам'яток у Великій Британії. Одразу на в'їзді детектив помічає покинутий автомобіль, а всередині нього знаходить відеоплівку, на якій перелякана жінка намагається від чогось втекти. Детектив з'ясовує, що цю жінку звуть Елісон Стерлінг і вона є студенткою-археологом, яка разом із трьома іншими студентами вирушила до Дайр-Гроуву щоб власноруч дослідити нещодавно знайдений кельтський артефакт. Детектив з'ясував, що дух Банші вселився у студентів, щоб за їх допомогою спробувати повернутися у світ живих. |
| 7  | 13th Skull                | 25 листопада 2010 | Big Fish Games      | Основна частина: Детективу доручили розслідувати зникнення Маркуса Лоусона, який нещодавно зі своєю родиною переїхав до успадкованого ним маєтку в Луїзіані. Останньою людиною, яка бачила Маркуса, була його маленька дочка, Магнолія. Вона стверджувала, що його викрав якийсь привид. Детектив дізнається місцеву легенду про пірата Фінеаса Крауна (його також називають "Чорною Короною"), який в 1806 році на награбовані кошти побудував будинок і заховав у ньому скарб, і що Маркус Лоусон сприйняв цю легенду всерйоз і почав наполегливі пошуки цього скарбу. Проводячи розслідування, детектив з'ясовує що родина Бленстонів, яка представлялася під вигаданим прізвищем Лоусонів, є злочинцями, які полюють на скарби, а Маркус Лоусон, якого насправді звуть Деніс Бленстон, інсценував своє зникнення, щоб мати привід запросити Майстер-Детектива, який би знайшов скарб замість нього. Майстер-Детектив знаходить спосіб змусити флотилію Фінеса Крауна, яка була затоплена в болоті неподалік, піднятись з під води. Привид Фінеаса Крауна, який піднявся разом зі своєю флотилією, підняв велику хвилю на воді, яка затопила сімейство Бленстонів. Бонусна частина: Майстер-Детектив заходить на борт одного з кораблів Фінеаса Крауна що повернути черепи 13 членів його екіпажу на місце, на скелети цих членів екіпажу. Як тільки детектив це робить, привид Фінеаса Крауна знищується. |
| 8  | Escape From Ravenhearst   | 23 листопада 2011 | Big Fish Games      | Майстер-Детектив змушений повернутися до руїн маєтку Рейвенхарст і розпочати там нове розслідування через часті повідомлення про загадкові зникнення жителів Блекпулу поблизу цього маєтку. Згодом він потрапляє до пастки, яку для нього приготував Чарльз Далімар. В цій пастці Далімар змушує детектива "прожити" деякі епізоди зі свого життя, сповненого страждань і принижень, в ретельно відтворених декораціях ключових місць з життя Далімара: пологового будинку, батьківської домівки та психіатричної лікарні. В кінці детектив знаходить підземний маєток Далімара, а всередині нього механізм, що живить Далімара життєвою енергією викрадених ним жителів Блекпула і робить його безсмертним. Майстер-Детективу вдається зупинити цей механізм, при цьому остаточно знищивши Чарльза Далімара. |
| 9  | Shadow Lake               | 20 листопада 2012 | Big Fish Games      | Ясновидиця Касандра Вільямс, яку запросили до покинутого містечка Біттерфорд, округ Франклін, штат Мен, для допомоги знімальній групі телешоу «Патруль за привидами», запросила туди і Майстер-Детектива, щоб він з'ясував чому там відбуваються дивні речі. Досліджуючи це містечко, Майстер-Детектив разом із Касандрою з'ясовують, що в 1973 році в'язень місцевої в'язниці, копаючи тунель на волю, випадково знайшов якусь темну магічну реліквію, і всі, хто її торкався, незабаром помирали. Ця реліквія пройшла через руки декількох людей, допоки місцеві шериф, коронер та священик разом не спробували її знищити. Як тільки вони зробили таку спробу, стався страшенний землетрус, який зруйнував містечко. Майстер-Детектив знайшов цю реліквію і залишив її на дні озера, щоб її більше ніхто не знайшов і вона нікому більше не зашкодила. |
| 10 | Fate's Carnival           | 26 листопада 2013 | Elephant Games      | Основна частина: Поки Майстер-Детектив їхав на машині сільською місцевістю в Англії, його детективний комп'ютер повідомив йому про знайдену поруч аномальну активність. Детектив вирішив це перевірити і знайшов карнавал Мадам Фейт. Досліджуючи територію, він почав знаходити працівників карнавалу, які перебували в небезпечному становищі, і за першої можливості їх рятувати. Детектив з'ясував, що Алістер Далімар, як і його син Чарльз Далімар, одержимий ідеєю безсмертя, намагався вкрасти в ясновидиці Мадам Фейт її скляну кулю, і в покарання за це, вона ув'язнила його всередині цієї кулі, однак йому вдалося звідти вибратись. Детектив знаходить артефакт, який містить життєву силу Алістера Далімара, і знищує цей артефакт, змушуючи Далімара втікати. Бонусна частина: Мадам Фейт просить Майстер-Детектива звільнити її душу з пастки, в яку її помістив Чарльз Дамімар, щоб вона могла повернутись до нормального загробного життя. |
| 11 | Dire Grove, Sacred Grove  | 26 листопада 2014 | Elephant Games      | Основна частина: Майстер-Детектив отримує записку, в якій його благають приїхати до Дайр-Гроув, оскільки прокляття загрожує існуванню цього поселення. Прибувши на місце, детектив дізнається, зокрема від групи мисливців, які охороняють поселення, і їх лідера Семюела Кроуфілда, що там наступив нестерпний холод, а Мандрівники туману разом із дикими тваринами нападають на людей. Проводячи розслідування, детектив дізнається, що хтось із жителів Дайр-Гроуву осквернив священний гай поруч із поселенням, і дух у вигляді білого оленя, який охороняє цей гай, вирішив помститися. Детектив дізнається про історію родини Кроуфілдів: в дитинстві Дерек заблукав у лісі і від того тяжко захворів; лікарі не могли його вилікувати, і тому його брат Пітер, звернувся за допомогою до Мандрівників туману. За їхніми звичаями, щоб отримати від них допомогу, треба дати їм взамін щось рівноцінне. Вони вилікували Дерека, але взамін забрали із собою Пітера. Пізніше, вже дорослий Дерек, який був ображений на Мандрівників туману за те, що вони забрали його брата, викрав оленятко, дитинча духа-охоронця гаю, щоб обміняти його на свого брата. Це викрадення дуже розізлило духа, який почав мститися жителям Дайр-Гроуву. Детектив знайшов це дитинча оленя, відпустив його на свободу, а також, разом із Мандрівниками туману, знайшов і самого Дерека. Лідер Мандрівників туману наблизився до Дерека і ставши перед ним зняв свою маску. Під маскою було обличчя Пітера, брата Дерека. Побачивши свого живого і здорового брата, Дерек розкаявся за те що він зробив, і це каяття зняло прокляття, накладене на Дайр-Гроув духом-охоронцем гаю. Брати подякували Майстер-Детективу, і Дерек наостанок залишив йому амулет у вигляді оленя. Бонусна частина: Амулет оленя, який Дерек дав Майстер-Детективу, несподівано перетворився на амулет вовка, і подіявши на детектива своєю магічною силою, змусив його знепритомніти. Невдовзі після того, як детектив прийшов до тями, він знайшов записку, яку для нього залишив Дерек. В цій записці Дерек розповів, що таємнича людина, яку він називає «Самітник» (англ. Hermit), контролює його розум і зараз направляється до старовинного храму щоб провести свій темний ритуал. Дерек просить детектива зупинити цього Самітника. Детектив з'ясовує, що Самітник спеціально все підлаштував так, щоб мисливці та Мандрівники туману посварились між собою, оскільки це було потрібно для його ритуалу, а також здогадується, що цим «Самітником» насправді є Алістер Далімар. Поки Майстер-Детектив це з'ясовує, Самітник починає ритуал принесення Дерека та Пітера в жертву заради продовження свого життя, і детектив має це зупинити. Альтернативне закінчення основної частини: Знайшовши докази, які вказували що Дерек якимось чином причетний до справи, Майстер-Детектив вирушив до його дому і знайшов всередині самого Дерека під дією якогось закляття, а також написану ним записку. З цієї записки стає зрозуміло, що Дерек здогадався, що «Самітник» контролює його розум і саме він змусив його викрасти дитинча духа-охоронця гаю, але Дереку вдавалось боротися з цим контролем. Детектив з'ясовує, що Самітник спеціально все підлаштував так, щоб мисливці та Мандрівники туману посварились між собою, оскільки це було потрібно для його ритуалу. Також для ритуалу йому були потрібні близький родич і запеклий ворог: Дерек та Пітер. Детектив має зупинити цей ритуал. |
| 12 | Key to Ravenhearst        | 27 жовтня 2015    | Eipix Entertainment | Основна частина: Майстер-Детектива знову відправляють до Блекпулу. Хтось викупив землю, на якій стояв зруйнований раніше маєток Рейвенхарст, і почав відбудовувати його заново. Після останнього інциденту з маєтком, за ним поставили спостереження. На місці детектив зустрічається з агентом Баркером, який здійснює спостереження за маєтком. Він віддає детективу шкатулку-пазл, з якої лунає голос Алістера Далімара, і з цього стає відомо, що Алістер Далімар якось причетний до цієї справи. Баркер каже детективу, що має показати йому щось дуже важливе. Баркер із Майстер-Детективом на деякий час розходяться, але коли детектив повертається до Баркера, той звисає з краю прірви, чіпляючись руками. Агент Баркер не втримується, падає донизу і розбивається, не встигнувши розповісти Майстер-Детективу що такого важливого йому треба знати. Детектив потрапляє до відбудованого маєтку, в якому живе подружжя: архітектор-мільйонер Бенедикт Колдвелл та його дружина. Вони збираються відкрити у маєтку музей історії родини Рейвенхарст. Бенедикт веде себе досить дивно, а його дружина явно не рада детективові, і виганяє його як тільки помічає його всередині маєтку. Згодом детектив з'ясовує, що сестра Бенедикта, Лєна, теж помітила його дивну поведінку, і вирішила з'ясувати в чому справа. Після подальшого розслідування детектив дізнається, що дружина Бенедикта загіпнотизувала його і змушує його підкорятися своїй волі. Лєна також дізналася про це, і за це дружина Бенедикта її вбила. Дружиною Бенедикта Колдвела виявляється Ґвендалін — онучка Алістера Далімара і дочка Чарльза Далімара. Вона разом зі своєю сестрою Шарлоттою збирається воскресити Алістера Далімара. Вони взяли під контроль маяк на березі моря, і подаючи хибні сигнали, змушували кораблі розбиватися об скелі, щоб потім забрати членів команд цих кораблів для принесення їх в жертву під час ритуалу воскресіння Алістера Далімара. Майстер-Детективу вдається потрапити до підземелля, в якому сестри розпочали ритуал, і зупинити їх, але це закінчується великим вибухом і повторним знищенням маєтку. Бонусна частина: Події бонусної частини відбуваються до подій основної частини. Бенедикт Колдвелл (яким гравець керує від першої особи, замість Майстер-Детектива), страждає від нічних кошмарів, і тому приїжджає на лікування до Манчестерської психіатричної лікарні (в якій також колись перебували Алістер та Чарльз Далімари), і одразу помічає, що там відбувається щось дивне. Досліджуючи лікарню, Бенедикт знаходить численні записки від доктора Роберта Лансвіллера, в яких той описує свої експерименти над пацієнтами. Ці експерименти мали на меті підкорити волю піддослідних, але завжди закінчувались невдачею, а в більшості випадків, і смертю піддослідних. Також він знаходить свідчення наявності в лікарні пристрою, за допомогою якого ці експерименти проводилися. Врешті, Бенедикт знайшов цей пристрій і спробував його знищити, однак його зупинили Ґвендалін та Шарлотта, і самі підкорили його волю собі за допомогою цього пристрою. |
| 13 | Ravenhearst Unlocked      | 27 листопада 2015 | Eipix Entertainment | Основна частина: Після подій попередньої гри (вибуху у маєтку Рейвенхарст), Майстер-Детектив опиняється з травмами у лікарні. Однак ця лікарня більш схожа на в'язницю, ніж на лікувальний заклад. Насправді це психіатрична лікарня із спогадів Далімара. В руці Майстер-Детектива, після вибуху в підземеллі маєтку Рейвенхарст, опинився уламок скла, який є частиною магічної кулі Мадам Фейт. Шарлотта, онучка Алістера Далімара, відбирає в Майстер-Детектива цей уламок, і навіть попри те, що детективу вдається закрити її в одній із кімнат, Шарлотта передає уламок Алістеру Далімару через його особистого ворона Танатоса. Детектив слідує за вороном на машині, і ворон приводить його до руїн маєтку Рейвенхарст. Далімар стоїть на березі моря поряд із маєтком. Отримавши від ворона останню частинку магічної кулі і почувши від ворона доповідь про невдачу, якої зазнала Шарлотта, він, невдоволений невдачами обох сестер, вбиває Ґвендалін. Після цього він за допомогою своєї магічної сили підіймає із дна моря середньовічне місто, яке було під водою вже пів тисячоліття. Саме в цьому місті Алістер Далімар провів свою молодість, працюючи там помічником коваля. Містом володіли лорд Седрік Рейвенхарст і його дружина, леді Морвін Рейвенхарст, пращури Емми Рейвенхарст. Їх правління було авторитарним і дуже жорстоким, вони катували і страчували своїх підданих за найменші проступки. Алістер Далімар одразу направився до Криниці душ, яка знаходилась всередині замку Рейвенхарстів. Ця криниця живилась душами людей, замордованих за наказом Седріка Рейвенхарста, і Далімар мав намір за допомогою неї та магічної кулі Мадам Фейт знов зробити себе безсмертним. Майстер-Детективу доводиться самому знайти як потрапити до замку, а потім і до Криниці душ, щоб зупинити Далімара. В процесі, Майстер-Детектив зустрічає іншого детектива, Еллен Хоумболт, яка розслідувала діяльність Алістера Далімара ще у середньовіччі, і вони об'єднують зусилля. Бонусна частина: Події бонусної частини відбуваються до подій основної частини. Скориставшись приїздом до міста театрального гурту, Алістер Далімар (яким гравець керує від першої особи, замість Майстер-Детектива) вступає у змову із леді Морвін Рейвенхарст і вони разом складають план дій, який дозволить Алістеру добратися до Криниці душ всередині замку щоб за її допомогою набути безсмертя, а Морвін дозволить усунути її чоловіка від влади щоб правити містом самостійно. Морвін Рейвенхарст підкупила акторів, щоб вони поставили виставу, яка сильно глузує з лорда Рейвенхарста, щоб цим надовго відволікти його самого і його сторожу від замку. Однак, коли вони починають втілювати свій план, у місті, за наказом королеви, несподівано для них з'являється майстер-детектив Еллен Хоумболт, яка починає проводити розслідування. Пізніше вона заарештовує Алістера Далімара, але йому вдається втікти з під варти, а згодом і самому схопити її у неволю і продовжити здійснювати свій план. |
| 14 | Broken Hour               | 7 березня 2016    | Eipix Entertainment | Основна частина: Королева Англії просить Майстер-Детектива розслідувати зникнення свого особистого фотографа і друга Джорджа Прітчарда. Тиждень тому він зник із пансіоната Хакслі, що в Шотландії. Прибувши туди Майстер-Детектив зауважує, що в пансіонаті діють суворий розклад і такі самі суворі правила, які, окрім іншого, забороняють користуватися електронними приладами у пансіонаті, який застряг у Вікторіанській ері. Проводячи розслідування, детектив дізнається про історію вченого-медика Джейкоба Хакслі і його дружини Мередіт, які жили у цій будівлі в другій половині 19-го сторіччя, і діти яких зникли за дивних обставин. Мередіт, досі жива і збожеволіла від горя. Руками свого батька і адміністратора пансіонату Гарольда, вона змушує всіх гостей чітко дотримуватись правил, вбиваючи всіх, хто ці правила порушує. Майстер-Детектив не встигає врятувати від неї Джорджа Прітчарда, а також декількох інших людей, які порушили її правила, включно із Гарольдом, якого Мередіт покарала за невдачу в забезпеченні дотримання правил. Годинникова вежа, яка є частиною будівлі пансіоната, живить Мередіт життєвою енергією. Життя Мередіт закінчується коли детектив знищує механізм всередині цієї вежі. В кінці детектив везе прах Джорджа Прітчарда його родині, а тим часом королева повідомляє йому, що треба розслідувати ще одну справу. Бонусна частина: Події бонусної частини відбуваються в другій половині 19-го сторіччя, задовго до подій основної частини. Доктор Джейкоб Хакслі разом із своїм помічником (яким гравець керує від першої особи, замість Майстер-Детектива) готуються провести медичну операцію Мередіт, дружині доктора Хакслі. Вона сильно занедужала після втрати своїх двох дітей і їй збираються поставити штучне механічне серце. Однак перед цим вирішують перевірити чи працюватиме воно, поставивши таке саме механічне серце Гарольду. Операція із Гарольдом пройшла успішно, але коли ту саму операцію зробили Мередіт, вона втрачає пам'ять і людяність. |
| 15 | The Black Veil            | 22 грудня 2016    | Eipix Entertainment | Основна частина: В містечку Дредмонд у Шотландії шириться дивна і містична хвороба: жителі цього міста починають дуже швидко старіти. Королева просить Майстер-Детектива поїхати туди і з'ясувати чому це відбувається. На місці детектив зустрічає Елісон Стерлінг, з якою вже зустрічався в минулому в Дайр-Гроуві. Вона працює репортером в газеті Стреєр-Таймс і вже встигла дещо з'ясувати. Вона ділиться інформацією з детективом і вони разом продовжують розслідування. Розслідування приводить їх до місцевого жителя Річарда Галловея. Як з'ясувалося, він брав участь у битві на Соммі під час Першої світової війни, і коли в нього влучила куля, перед ним з'явилася Анку, образ смерті у міфології бретонців. Річард вирвав з неї перо і вона зникла, а його рана почала загоюватись на очах. Це перо виявилось магічним, воно допомогло зробити Річарда безсмертним і зберегти його молодість аж до наших днів, хоча для цього йому доводилось красти життєву енергію в інших жителів міста. Бонусна частина: Річард Галловей (яким гравець керує від першої особи, замість Майстер-Детектива) наприкінці 1920 року, напередодні нового року прибуває до Парижу щоб дізнатися більше про перо Анку в містера Ардена, який там живе. Однак він обманом краде в Річарда це перо. Після деяких зусиль Річарду вдається знов знайти Ардена і забрати назад своє перо, при цьому вбивши його цим самим пером. |
| 16 | The Revenant's Hunt       | липень 2017       | Eipix Entertainment | Основна частина: Майстер-Детектива терміново викликають до американського містечка Авондел у штаті Вермонт, щоб розслідувати вбивство місцевого жителя Малькольма ДеФріса. Виявилось, що воно було скоєне ревенантом — повсталою із мертвих людиною. Цим ревенантом виявився Елвін Крокер, якого у 1980-их роках із необережності вбили троє його однокласників (серед яких був і Малькольм) і вирішили приховати свій злочин. Він повернувся із світу мертвих щоб помститися своїм кривдникам, і детективу доводиться його зупинити. Бонусна частина: Батько (яким гравець керує від першої особи, замість Майстер-Детектива) із своєю дочкою Холлі їдуть кудись автомобілем, проїзжають повз мотель. Раптом автомобіль у щось врізається, і батько, який знаходиться за кермом, зупиняє машину, але після нетривалої паузи вирішує їхати далі. Насправді, він збив людину. Через два роки батьку дзвонять і запрошують на відпочинок у мотелі «Меєрс-Родсайд». Почувши це, його дочка висловлює бажання поїхати туди. Вони сідають у машину і їдуть до мотелю. Але це виявляється пасткою, підлаштованою власницею мотелю, чоловіка якої збив водій два роки тому. Збитий чоловік став ревенантом — повстав із мертвих щоб помститися свому вбивці, і його жива дружина йому у цьому допомагає. |
| 17 | Rewind                    | березень 2018     | Eipix Entertainment | Основна частина: Майстер-Детектива просять перевірити що за дивні речі відбуваються у готелі «Перемога». На місці детектив з'ясовує, що Віктор Далімар (син Чарльза та онук Алістера) подорожував у часі намагаючись знайти душу свого батька, але щось пішло не так, часова лінія порушилась і персонажі попередніх ігор серії перемістились у теперішнє зі своїх часів. Детектив має з'ясувати хто з якого часу сюди потрапив, щоб їх всіх можна було відправити назад. Бонусна частина: Після того, як всі персонажі вирушили назад у свої часи, виявилось, що разом із ними туди також перемістились частинки душі Чарльза Далімара. Детективу доводиться їх всі знайти та передати на зберігання до надійного сховища. |
| 18 | The Countess              | 23 листопада 2018 | Eipix Entertainment | Основна частина: Детектив вирушає шукати свою подругу Елеонору Кодінгтон, яка зникла в успадкованому нею сімейному помісті, куди вона нещодавно вирішила переїхати. До цього маєток стояв порожнім протягом двох століть. В ході розслідування детектив дізнається про злого духа, якого називають «Тінню» (англ. Shade), і який живе у задзеркаллі. Колись давно він оволодів попередньою власницею маєтку, Глорією Кодінгтон. Глорія була дуже засмучена своєю нездатністю народити дитину, що врешті привело її до божевілля і дозволило Тіні оволодіти нею. В теперішньому, Тінь руками Глорії викрала Елеонору Кодінгтон та найняту нею дизайнерку Каміллу. Майстер-Детектив мусить знищити Тінь і звільнити поневолених нею людей: Елеонору Кодінгтон і її дизайнерку Каміллу, Глорію Кодінгтон і її покоївку Джемму. Бонусна частина: Задовго до подій основної частини, Гордон Кодінгтон (яким гравець керує від першої особи, замість Майстер-Детектива) повертається до маєтку своєї матері Глорії Кодінгтон, яка у ранньому дитинстві віддала його до дитячого будинку. Повернувся він для того, щоб з'ясувати навіщо вона це зробила. На вході Гордон натикається на дух покоївки Джемми, яка розповідає йому, що жителів цього маєтку поневолив злий дух під назвою «Тінь», і що Гордона відправили до дитячого будинку щоб уберегти його від такої ж долі. Пізніше Гордон дізнається що насправді його матір'ю є Джемма, а не Глорія. Під час подальшого дослідження маєтку, Гордон випадково випускає на волю Тінь. Гордону вдається перемогти її і заточити назад до дзеркала. Він вирішує закрити маєток назавжди і зробити його якомога більш недоступним, щоб ніхто більше не потрапив до цього проклятого місця. |
| 19 | Moths to a Flame          | 21 вересня 2019   | Eipix Entertainment | Основна частина: З детективного агентства «MCF» були викрадені секретні документи. Є інформація, що ці документи знаходяться в покинутому Музеї дивних штук «Зеніт». Майстер-Детектива відправляють туди щоб знайти ці документи. В самому музеї детектив дізнається про пропажу трьох інших агентів «MCF» та виявляє, що багато виставок присвячені його попереднім справам: маєток Рейвенхарст, карнавал Мадам Фейт, пансіонат Хакслі та інші. Згодом з'ясовується, що все це була пастка, підлаштована «Архівістом». Йому, попри його сильне бажання, не вдалося стати агентом «MCF», і це сильно вдарило по його самолюбству. Він заздрить Майстер-Детективу, і хоче помститися йому за його успіх. Архівіст випробовує детективні здібності Майстер-Детектива, намагаючись показати самому собі, що він нічим не гірший за Майстер-Детектива. Архівіст змушує Майстер-Детектива і трьох інших агентів слідувати його сценарію, робити те, чого він від них очікує. Але в певний момент агенти порушують плани Архівіста — роблять те, чого від них не очікувалось. Агенти отямлюються всередині капсул з обладнанням для наведення галюцинацій. Все що відбувалось до цього, виявилось галюцинацією. Агентам вдається вибратися із своїх капсул і знищити обладнання Архівіста разом із ним самим. Бонусна частина: Розбираючись із наслідками подій основної частини, слідчі знаходять механічного метелика. Як тільки вони його підіймають, він починає заповнювати кімнату токсичним газом. Слідчі закривають і опечатують кімнату, та кличуть Майстер-Детектива. Знайшовши собі захисну маску, детектив заходить до цієї кімнати. Там він знаходить свідчення існування потаємного тунелю, який веде до таємної схованки Архівіста. Детектив знаходить цей тунель, проходить ним, а в кінці знаходить міцні залізні двері, за якими хтось благає про допомогу. Майстер-Детективу вдається потрапити всередину, але це виявилось пасткою. Крики про допомогу лунали від робота, якого там залишив Архівіст, щоб заманити Майстер-Детектива в цю кімнату. Як тільки детектив там опиняється, двері зачиняються і Архівіст повідомляє детективу, що в цій кімнаті є бомба, яка скоро вибухне. Детективу вдається знешкодити цю бомбу і врятуватись. |
| 20 | Black Crown               | 28 листопада 2019 | Eipix Entertainment | Основна частина: Майстер-Детектива запрошують до Манчестерської психіатричної лікарні щоб встановити особистість таємничої молодої жінки із цілим набором психіатричних розладів, яка перебуває у них на лікуванні. Вона декілька років ні з ким не розмовляла, але нещодавно почала говорити про "Чорну Корону" — пірата Фінеаса Крауна, з яким детективу довелося мати справу раніше. Детектив завітав до її палати і виявив, що вона детально пам'ятає біографію Фінеаса Крауна. Майстер-Детектив вирішує з'їздити до маєтку Крауна у Дорсеті. Маєток, який виглядає як замок, був побудований у 1707 році, а зараз є музеєм мореплавства і піратства. Детектив починає досліджувати його (при цьому випадково зустрічає там лікаря і медсестру із психіатричної лікарні, які починають йому допомагати), і в процесі дослідження знаходить корону Фінеаса Крауна. Як тільки він її знаходить, з'являється пацієнтка із психіатричної лікарні, яку детектив тільки що відвідував. Вона зізнається, що вона насправді Магнолія Лоусон, дочка Деніса Бленстона, який разом з дружиною затонув наприкінці розслідування про 13 черепів. Її контролює привид Фінеаса Крауна, який хоче за її допомогою повернутися на свій корабель. Майстер-Детектив має намір звільнити Магнолію з під контролю Фінеаса, тому починає слідувати за ним і знаходить під маєтком величезну печеру із озером, над яким на ланцюгах висить піратський корабель, із невеличким піратським містечком. Тим часом, Фінеас взяв у заручники також і доктора з медсестрою. Пірат пропонує детективу угоду: він відпустить Магнолію і лікарів, якщо детектив спустить на воду його корабель і поверне йому його шаблю. Майстер-Детектив погоджується, і як тільки виконує свою частину угоди, виявляється що доктор із медсестрою є спільниками цього пірата. Фінеас Краун примушує детектива стати членом його команди і вирушає у плавання. Детективу вдається перемогти Фінеаса і потопити корабель, врятувавши себе і Магнолію, та відправивши Фінеаса на дно моря. Бонусна частина: Майстер-Детектива просять приїхати до містечка в Луїзіані, де він вже мав справу із Фінеасом Крауном десять років тому. Десь у цьому містечку знаходяться дванадцять предметів із частками душі Фінеаса Крауна, а жителів містечка лякають болотні монстри, які несподівано там з'явилися. Цими монстрами виявились душі чотирьох піратів, які намагалися повстати проти Крауна, але зазнали невдачі, і тепер ненависть до нього не дає їм спокою. Детектив знаходить всі предмети із частками душі Крауна, повертає душам піратів людську подобу, і за їх допомогою знищує душу Фінеаса Крауна. |
| 21 | The Harbinger             | 20 серпня 2020    | GrandMA Studios     | Основна частина: Майстер-Детектива відправляють до британського містечка Даркмур щоб розслідувати смерть місцевого жителя Джеймса Стерлінга (старшого брата Елісон Стерлінг). Детектив починає із вивчення показів, які вже встиг взяти у свідків поліціянт Девіс. Детективу одразу здається дивним, що місцева ясновидиця Ашлінг О'Хара передбачила смерть Стерлінга до того, як вона сталась насправді. Крім того, Ашлінг зовсім не пам'ятає свого минулого. Протягом свого перебування в Даркмурі, детектив подекуди натикається на містичну "аномальну енергію" у вигляді зеленого туману. Майстер-Детектив визначає коло підозрюваних, до якого окрім Ашлінг також належать: Джон Еббот, майстер з виготовлення іграшок і замків, який раніше працював на реставрації маєтку Рейвенхарст; Мардж Гейл, домогосподарка зрілого віку, яку детектив вже зустрічав розслідуючи справу про ревенанта; Найджел Г'юз-Сміт, колишній учасник Карнавалу Мадам Фейт, власник місцевого ярмарку-карнавалу і роботодавець Ашлінг, який знайшов її у Дайр-Гроув та взяв до себе. Поки детектив проводив розслідування, Ашлінг встигла передбачити смерть Мардж і Найджела, які невдовзі дійсно померли. Майстер-Детектив направляється до будинку Джона Еббота, оскільки здогадується, що йому також загрожує небезпека. Там детектив знаходить перелякану Ашлінг, яка не розуміє що відбувається, а Джон Еббот знаходиться в іншій кімнаті за зачиненими дверима. Детектив потрапляє всередину, але не встигає врятувати Джона, і той помирає в нього на очах. Детектив знаходить записки Джона з його здогадками. Він здогадався, що Ашлінг це насправді Банші — дух-провісниця смерті, яка може приймати вигляд білого привида або молодої дівчини. Колись давно, люди, які помилково вважали що вона спричиняє смерті, а не передбачує їх, спіймали її і заточили в печері у Дайр-Гроув, звідки вона нещодавно якимось чином визволилась. Ашлінг вирішує поїхати разом із Майстер-Детективом до Дайр-Гроуву щоб все з'ясувати. Там вони знаходять печеру-лігво Банші, і в ній Ашлінг приходить до висновку, що саме аномальна енергія спричиняла смерті людей. Цю енергію хтось має увібрати у себе, щоб зупинити її, і детектив погоджується пожертвувати собою і забрати цю енергію на себе. Детектив непритомніє, але перед цим бачить видіння, яке показує йому що енергія звільнилась в той момент, коли він переміг Архівіста у своїй позаминулій справі. Бонусна частина: Події бонусної частини відбуваються одразу після подій основної частини. Банші, яку також називають Передвісником Смерті (англ. Harbinger), є охоронцем рівноваги між світами. Колись люди, які її боялись і ненавиділи, спіймали і вбили її. Вона переродилась у людській подобі, але при цьому втратила пам'ять. Ашлінг і була тою Банші. Ашлінг (якою гравець керує від першої особи, замість Майстер-Детектива) одразу після подій основної частини потрапляє до світу духів. Там її зустрічає привид, який представляється як Пука. Він каже Ашлінг, що Банші повинна мати три здатності: бачити простір між світом духів і світом живих, проводити душі померлих до світу мертвих та викликати Карету Смерті. Зараз Ашлінг має пройти випробування щоб повернути собі ці здатності. |
| 22 | Crossfade                 | 25 листопада 2020 | GrandMA Studios     | Основна частина: Аномальна енергія, яка вивільнилась коли Ашлінг із Майстер-Детективом прийшли до печери Банші у Дайр-Гроуві, спричинила землетрус і цю печеру завалило. Майстер-Детектив, хоч і неушкоджений, але не може вибратися із печери. Він зв'язався зі агентством «MCF», яке сказало йому очікувати поки вони прибудуть до нього. Але досліджуючи печеру, він натикається на Архівіста, який каже, що вивільнення енергії поламало часову лінію: змінило минуле і змінить майбутнє. Зокрема, часова лінія змінилась таким чином, що Архівіст виявився живим, а всі антагоністи, яких Майстер-Детектив колись переміг, мають шанс повернутись. Часова лінія може повернутися до початкового стану лише якщо Майстер-Детектив повернеться до справ, які колись розслідував, і виправить розбіжності у них, спричинені аномальною енергією. В печері присутні чотири портали, які ведуть до чотирьох різних справ колись розслідуваних детективом. Спершу Майстер-Детектив повертається в минуле до справи у маєтку Рейвенхарст. Коли Чарльз Далімар ремонтуватиме пристрій для викачування життєвої енергії з інших людей, який був зламаний аномальною енергією, здогадається як зробити його більш ефективним, і тому стане надто сильним щоб його можна було перемогти. Майстер-Детектив має відремонтувати пристрій раніше за Далімара, щоб той не встиг здогадатися як його покращити. Далі детектив вирушиає до пансіонату Хакслі, де аномальна енергія перезапустила годинникову вежу і оживила Мередіт Хакслі, яку детективу тепер знову треба зупинити. Після цього Майстер-Детектив повертається до Карнавалу Мадам Фейт, де аномальна енергія дозволила Алістеру Далімару заточити Мадам Фейт у задзеркалля і заволодіти її скляною кулею передбачень. Детективу треба зірвати ритуал, який зробить Алістера Далімара безсмертним, і натомість провести власний щоб визволити Мадам Фейт із задзеркалля. В кінці, детектив повертається до Дредмонда, де аномальна енергія пошкодила скляну сферу, у якій були заточені Річард Галловей разом із Анку, що дозволило їм звільнитись, Детективу вдається перемогти Галовея. Нормальний плин подій відновлено. Бонусна частина: Події бонусної частини відбуваються одночасно з подіями основної частини. Мадам Фейт (якою гравець керує від першої особи, замість Майстер-Детектива) несподівано зустрічає Алістера Далімара, який заточує її у задзеркаллі. Мадам Фейт зв'язується із Майстер-Детективом і кличе його на допомогу, після чого вона, за посередництва своєї кішки Айзіс, передає детективу через дзеркало речі, необхідні йому для того, щоб зупинити Алістера Далімара. |
| 23 | Incident at Pendle Tower  | 23 листопада 2021 | GrandMA Studios     | Основна частина: Майстер-Детектива просять розслідувати дивні події, що почали відбуватися у будівлі, яку взявся реставрувати член королівської родини. Проводячи розслідування, детектив поступово дізнається про експеримент із екстрасенсами, який у цій будівлі проводив доктор Корман приблизно сторіччя тому, і який пішов не по плану. Двоє піддослідних, маленький хлопчик Боббі та молода дівчина-екстрасенс Мілісента Кітон, замість підсилення їхніх здібностей, перетворилися на привидів. Детектив, за допомогою цих двох привидів, докладає зусиль щоб повернути експеримент в зворотному напрямку: ліквідувати джерело викривлення, яке виникло на місці проведення експерименту, та повернути піддослідних до матеріального світу. Бонусна частина: Мілісента Кітон (якою гравець керує від першої особи, замість Майстер-Детектива) в 1920 році готується до експерименту, який проводитиме доктор Корман. Але під час нього щось йде не так, і він закінчується катастрофою. Мілісенті доводиться докласти зусиль, щоб наскільки це можливо, мінімізувати і локалізувати негативні наслідки невдалого експерименту. |
| 24 | The Last Resort           | 22 листопада 2022 | GrandMA Studios     | Основна частина: Майстер-Детектив отримує завдання вирушити до готелю на гірськолижному курорті Маунтін-В'ю, щоб розслідувати зникнення члена королівської родини лорда Саймона Веллса і його друзів Кеті Тайрел і Рональда Кіма. Прибувши до готелю, детектив зустрічає там адміністратора Джона Фостера, а трохи пізніше і голову місцевої рятувальної служби Ніколаса Хорна. Вони поводяться дивно і явно щось не договорюють, а Джон Фостер виглядає заляканим. Детектив починає знаходити відеоплівки, зняті Саймоном на його ручну камеру, де він із друзями вирішують піти на прогулянку, але натикаються на загадкову чорну фігуру. Згодом детектив дізнається про історію дівчини на ім'я Долорес, яку багато-багато років тому місцева владна еліта принесла у жертву, щоб перенести на неї всі свої гріхи. Після проведеного над нею ритуалу, вона перетворилась на монстра і почала викрадати людей із Маунтін-В'ю. Сучасна влада містечка, включно із Ніколасом Хорном, знала про цю історію і приховувала зникнення людей у Маунтін-В'ю, щоб зберегти потік туристів до містечка. Майстер-Детектив знімає прокляття із Долорес, повернувши її і Маунтін-В'ю до нормального життя. Бонусна частина: Події бонусної частини відбуваються до подій основної частини. Кеті Тайрел (якою гравець керує від першої особи, замість Майстер-Детектива) разом із друзями пішла гуляти околицями курортного містечка Маунтін-В'ю. Вони натрапляють на старий дерев'яний будиночок, який виглядає покинутим. Біля цього будиночка на них нападає монстр, і Кеті отямлюється лише через деякий час. Вона опинилась сама, а її друзі кудись зникли. Вона починає шукати Рональда та Кіма, а коли знаходить, вони втрьох вирішують влаштувати для монстра засідку. Монстр спочатку попадає у цю засідку, але потім виривається на волю і захоплює в полон Кеті і її друзів. |
| 25 | The Dalimar Legacy        | 16 березня 2023   | GrandMA Studios     | Основна частина: Майстер-Детектива запрошують виступити із промовою на відкритті нового офісу агентства «MCF». Однак, коли детектив приїхав на місце, аномальна енергія повернула його у часі у 1895 рік, і його розум опинився у тілі Чарльза Далімара. Робот, створений Чарльзом Далімаром, нагадує детективу в образі Чарльза Далімара про його плани. Спочатку детектив підігрує роботу, слідуючи його нагадуванням, щоб з'ясувати що це за плани і що взагалі відбувається. Дізнавшись все що потрібно, детектив відправив Емму Рейвенхарст за кордон, звільнив будівельників маєтку і взявся вивільняти інших жертв Чарльза Далімара, над якими той ставив експерименти: робітника Джеймса Бредлі і його матір Кетлін, а також покоївку Анжеліку Морган. Завершивши із цим, Майстер-Детектив повертається у свій час, але у змінену реальність, в якій Далімара заарештували задовго до того, як він встиг зробити ще більше поганого, а більшість його жертв залишились живими і неушкодженими. Крім того, в цій новій реальності детективне агенство очолює Евелін Рейвенхарст - прямий нащадок Емми Рейвенхарст, якої не існувало в минулій реальності. Бонусна частина: Події бонусної частини відбуваються одразу після подій основної частини. Покоївка Анжеліка Морган (якою гравець керує від першої особи, замість Майстер-Детектива) тільки що втекла від Чарльза Далімара. В неї у руках папка із доказами його злочинів, але вона вважає що їх недостатньо. Вона збирає більше доказів, і після цього вирушає до міста Блекпул, щоб передати їх поліції. Її переслідує робот Далімара, від якого вона спершу має втекти. Їй у цьому допомагає кіт на ім'я Голіаф, який вміє розмовляти. В кінці, Анжеліці вдається добратися до поліцейского відділку і передати докази, які дозволять ув'язнити Чарльза Далімара. |
| 26 | A Crime in Reflection     | 21 листопада 2023 | GrandMA Studios     | Основна частина: Майстер-Детектива отримує від керівниці детективного агентства «MCF» Евелін Рейвенхарст завдання допомогти поліцейському детективу Джону Міллеру розслідувати серію пограбувань музеїв в Лондоні, серед яких викрадення королівського скіпетра. Розслідування приводить його до Шотландії, де він виходить на слід працівника місцевого музею Деклана Фішера і трьох його друзів. Детектив дізнається, що Фішер разом зі своїми друзями, потребуючи грошей щоб виплатити борги, почав грабувати музеї, але натрапив на дзеркало, в якому була заточена Кривава Мері, і яка почала його переслідувати. Фішер просить Майстер-Детектива врятувати його від Кривавої Мері, а для цього її тіло треба правильно поховати, щоб заспокоїти її душу. Детектив не встигає врятувати життя Фішера і його друзів, але, за допомогою ченця Александра, який живе у задзеркальному світі, з'ясовує, що скелет Кривавої Мері знаходиться в покинутій в'язничній камері, де її залишили помирати прикутою до стіни. Майстер-Детектив забирає скелет Мері із в'язниці та, як і належить, закопує його в могилу, даючи їй спокій в світі мертвих. Бонусна частина: Події бонусної частини відбуваються до подій основної частини. Дівчина на ім'я Керол (якою гравець керує від першої особи, замість Майстер-Детектива) та її подружки заради забави намагаються викликати Криваву Мері за допомогою дзеркальця, яке Керол взяла у свого батька-колекціонера. Їх зупиняє Джордж, брат Керол, який нагадує їм, що з цим дзеркалом треба поводитись обережно. Через деякий час виявляється, що вони все ж таки викликали Криваву Мері, хоч і не одразу це помітили. Мері затягує Джорджа, а потім і Керол, до задзеркального світу. Із значними зусиллями, Керол вдається вирватися назад до звичайного світу і забрати із собою брата. Вони вирішують сховати дзеркало якомога надійніше, щоб воно більше не наробило біди. |
| 27 | The Riddle of Mrs. Bishop | 26 листопада 2024 | GrandMA Studios     | Основна частина: Літня жінка приходить до офісу детективного агенства MCF і просить зустрічі із Майстер-Детективом, якого в той момент нема на місці. Її просять зачекати, але коли вона згадує ім'я "Далімар", керівниця агенства Евелін Рейвенхарст одразу же зв'язується із детективом і просить його прибути якнайшвидше. На момент прибуття Майстер-Детектива, цієї жінки вже нема, але детектив з'ясовує що її звуть Аґнес Бішоп, з'ясовує де вона живе і вирішує навідатись до неї додому. Вона веде себе доволі дивно, має провали в пам'яті, і не пам'ятає як і навіщо приходила до детективного агенства. При цьому детектив помічає підказки, які вказують на те, що її невістка Ґвен причетна до чогось недоброго. Продовжуючи розслідування, Майстер-Детектив починає схилятися до думки, що його намагаються заманити у пастку, а Ґвен намагаються підставити. І дійсно, детектив потрапляє у пастку, яку йому підготувала Анжеліка Морган - одна з жертв Чарльза Далімара. Вона вирішила продовжити і перевершити дослідження Далімара. Щоб залишатись безсмертною, її душі необхідно вселятись в тіло іншої людини. Вона вселилась в тіло Аґнес Бішоп, а коли та почала старішати і слабшати, вирішила переселитись в тіло Майстер-Детектива. Саме для цього вона і влаштувала детективу пастку, з якої, однак, йому вдалося врятуватися. Бонусна частина: Події бонусної частини відбуваються задовго до подій основної частини. Студентка-археолог Маргарет Беллоус (якою гравець керує від першої особи, замість Майстер-Детектива) разом зі своєю наставницею Анжелікою Морган, яка вже заробила собі славу видатного вченого-археолога, відправились вглибину джунглів шукати древній археологічний артефакт - Зміїну Маску. Під час цієї експедиції Маргарет дізнається, що насправді Анжеліка хоче використати її тіло для того щоб вселитися в нього і цим продовжити своє життя, а Зміїна Маска дозволила би зробити це легше. Маргарет вдається знайти маску раніше Анжеліки, і знищити цю маску щоб Анжеліка нею не скористалася. Однак душа Анжеліки все одно вселилась і захопила тіло Маргарет. |

## Спін-оф серія "Fragments of Truth"
| № | Назва        | Дата публікації | Розробник       | Сюжет |
| - | ------------ | --------------- | --------------- | --- |
| 1 | An MCF Story | 17 липня 2025   | GrandMA Studios | Основна частина: До детективного агенства MCF звертається за допомогою колишня прем'єр-міністерка Великої Британії на ім'я Патрісія Прімроуз. Вона стверджує, що якісь незрозумілі особи час від часу з'являються в її домі. Справу доручають молодому багатообіцяючому детективу. Детектив, заходячи до її будинку побачив як охоронець виганяє людину на ім'я Ерік Харлоу, який стверджує, що йому треба терміново зустрітися із місіс Прімроуз. Поговоривши з місіс Прімроуз, а також з її охоронцем, детектив виявляє що цих дивних осіб бачить лише вона, але ніхто інший. Ці особи почали з'являтися відколи місіс Прімроуз відвідала місцеву ярмарку. Детектив відправився до редакції місцевої газети, щоб знайти там відеозаписи відвідування ярмарки Патрісією. Із них детектив дізнався, що місіс Прімроуз на ярмарці купила перстень, і почав підозрювати, що саме цей перстень і змушує її бачити привідів. Проаналізувавши перстень в лабораторії детективного агенства, детектив виходить на слід того самого Еріка Харлоу, якого вже бачив раніше. З'ясовується, що коли Еріку було тринадцять років, його батьки загинули в жахливій автомобільній аварії, і з тих пір він не може думати ні про що інше, крім як про те як їх повернути. Він полює на різні магічні артефакти, які можуть повертати духи померлих, задля того щоб ще раз побачитись із батьками, не розуміючи наскільки ці артефакти небезпечні. Детектив має його зупинити, поки він не наробив біди. Бонусна частина: Події бонусної частини відбуваються задовго до подій основної частини. Молодий Ерік Харлоу купив на аукціоні дорогоцінну брошку, і принісши її додому, виявив що вона має магічну здібність викликати духи померлих. Ерік хоче дізнатися про неї більше, тому згадує що в нього є книжка про магічні артефакти. Ерік хоче зв'язатися із автором книжки, Річардом Блітом, щоб розпитати його. Знайшовши про нього інформацію в інтернеті, Ерік дізнався що Річард Бліт нещодавно помер, тому натомість призначив зустріч із його вдовою, Керол Бліт. Виявилось, що вона зацікавлена у тому, щоб хтось знайшов приховані скарби, які заховав її чоловік. Вона натякає, що її чоловік проводив багато часу в шахті неподалік, тому варто пошукати там. В шахті Ерік Харлоу натикається на дуже серйозну систему захисту, із перешкодами і капканами. Річард Бліт явно не хотів, щоб хтось крім нього самого міг потрапити всередину. Насилу пробравшись всередину, Ерік знаходить артефакта-близнюка того, якого він нещодавно призбав на аукціоні. Несподівано з'явилася Керол, і запропонувала Еріку викупити в нього цей артефакт, а почувши відмову, намагалась відібрати його, погрожуючи зброєю. Еріку вдалося втекти від неї, зачинити її всередині печери, вибратись з печери і втікти геть разом із новим артефактом. |